# Province de Quảng Ninh
Quảng Ninh est une province de la région du Nord-est du nord du Viêt Nam frontalière de la Chine. 
Sa capitale est Halong. 

## Géographie
La province a la forme d’un rectangle oblique incliné dans une direction nord-est-sud-ouest. À l'ouest, la province borde une vaste région forestière et montagneuse. À l'est, elle jouxte le golfe de Bắc Bộ. Il présente un littoral sinueux, des estuaires et des vasières ainsi que plus de 2 000 grandes et petites îles dont 1 030 d’entre eux ont été nommés. Les coordonnées de Quảng Ninh sont la longitude 106º25′ à 108º25′ est et la latitude 20º40′ à 21º40′ nord. Sa largeur d'est en ouest est de 195 km (dans la partie la plus large).
La Baie d'Along, patrimoine mondial de l'UNESCO est située dans cette province.
Près de 80 % de la province est montagneuse avec des terres abondantes, l'eau des forêts et des ressources minérales. Près de 90 % de la production de charbon du pays est extrait dans cette province. La province couvre une superficie de 6099 kilomètres carrés et avait en 2014 une population de 1 185 200 personnes.

## Étymologie
Le nom de la province de Quang Ninh est composé du nom de deux provinces: Quang Yen et Hai Ninh selon la dénomination décidée par du président Ho Chi Minh.

## Transports

### Routier
La province est traversée par 7 routes nationales: 10, 18,18B, 18C, 4, 48 et 17B.
La route nationale 10 relie Hanoi à Haiphong et aux provinces du Nord.
La route nationale 48 relie Lạng Sơn et Cao Bằng
La province est aussi desservie par trois autoroutes: la Voie express Ha Long-Hai Phong, l'autoroute Ha Long-Van Don et l'Autoroute Mong Cai-Van Don.

### Aérien
L'aéroport international de Nội Bài à Hanoi est l'aéroport le plus proche et une route le relie à la frontière internationale de Mong Cai sur une distance de 288 km.
La ville d'Halong est à 150 km de l'aéroport. 
L'aéroport international de Quang Ninh est en cours de construction plus près de Ha Long, à 40 km de Vân Đồn.

## Administration
La province de Quảng Ninh est formée de 13 divisions:
- 7 districts:
  - Tiên Yên
  - Vân Đồn
  - Hải Hà
  - Cô Tô
  - Bình Liêu
  - Đầm Hà
  - Ba Chẽ
- 2 villes de niveau district:
  - Quảng Yên
  - Đông Triều
- 4 villes provinciales:
  - Cẩm Phả
  - Hạ Long
  - Móng Cái
  - Uông Bí

## Galerie

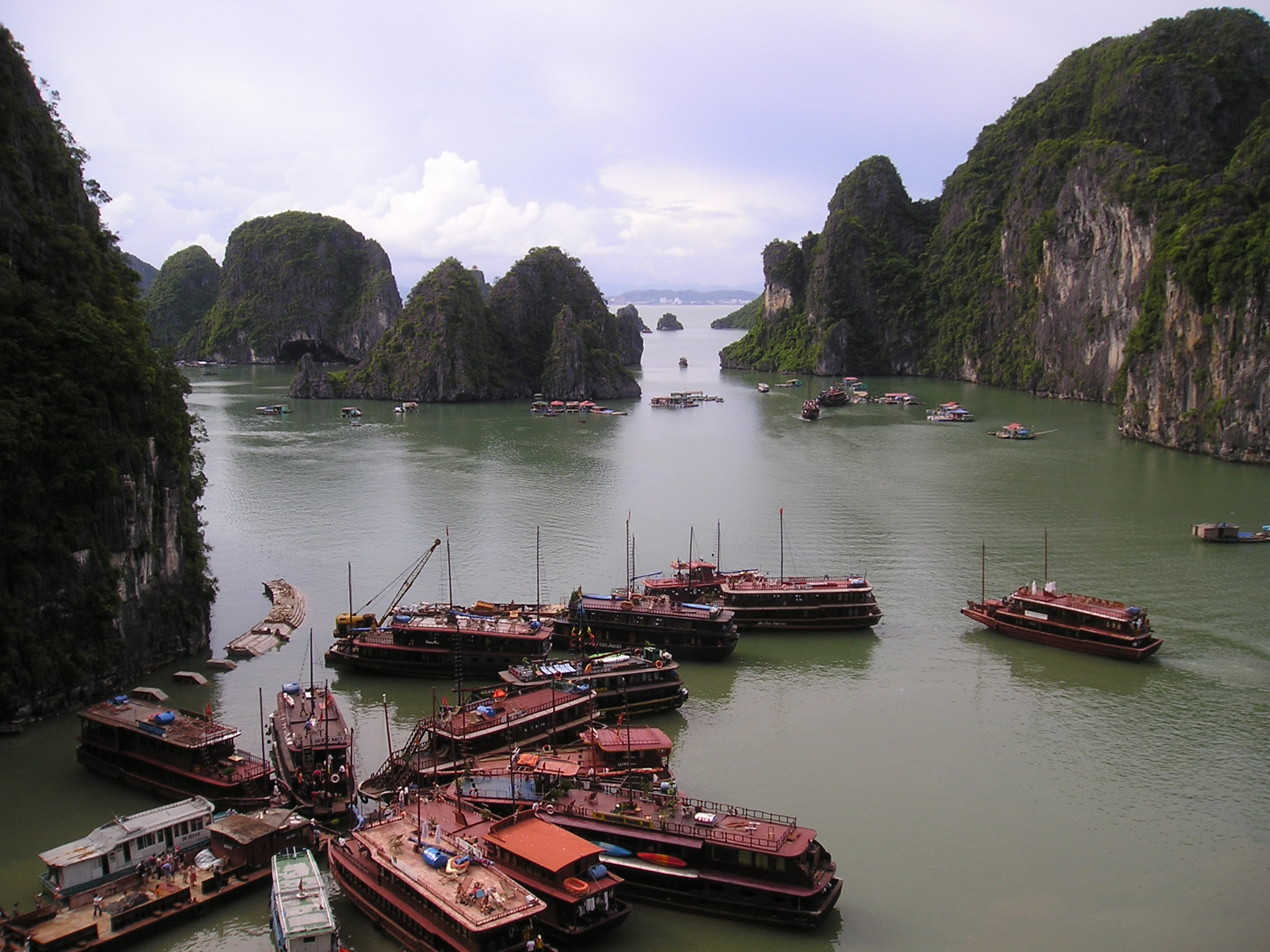
Baie d'Ha Long
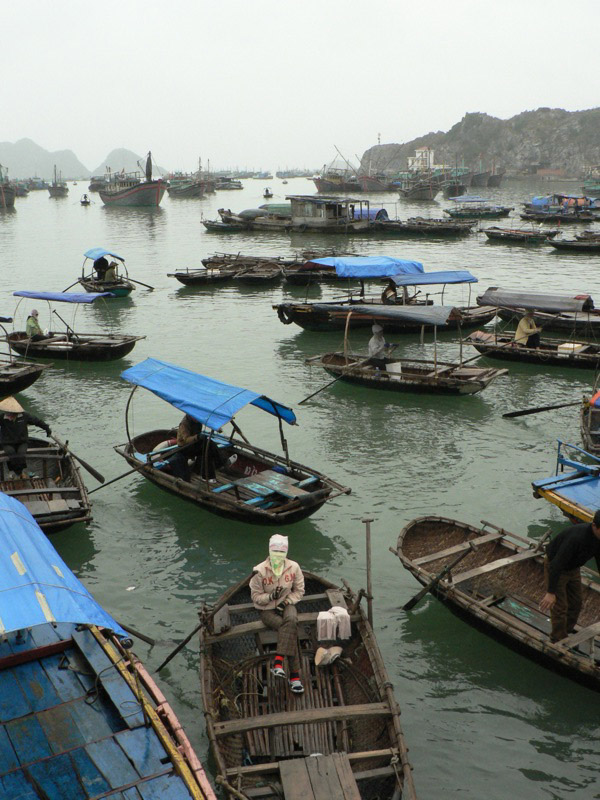
Pêche dans la baie
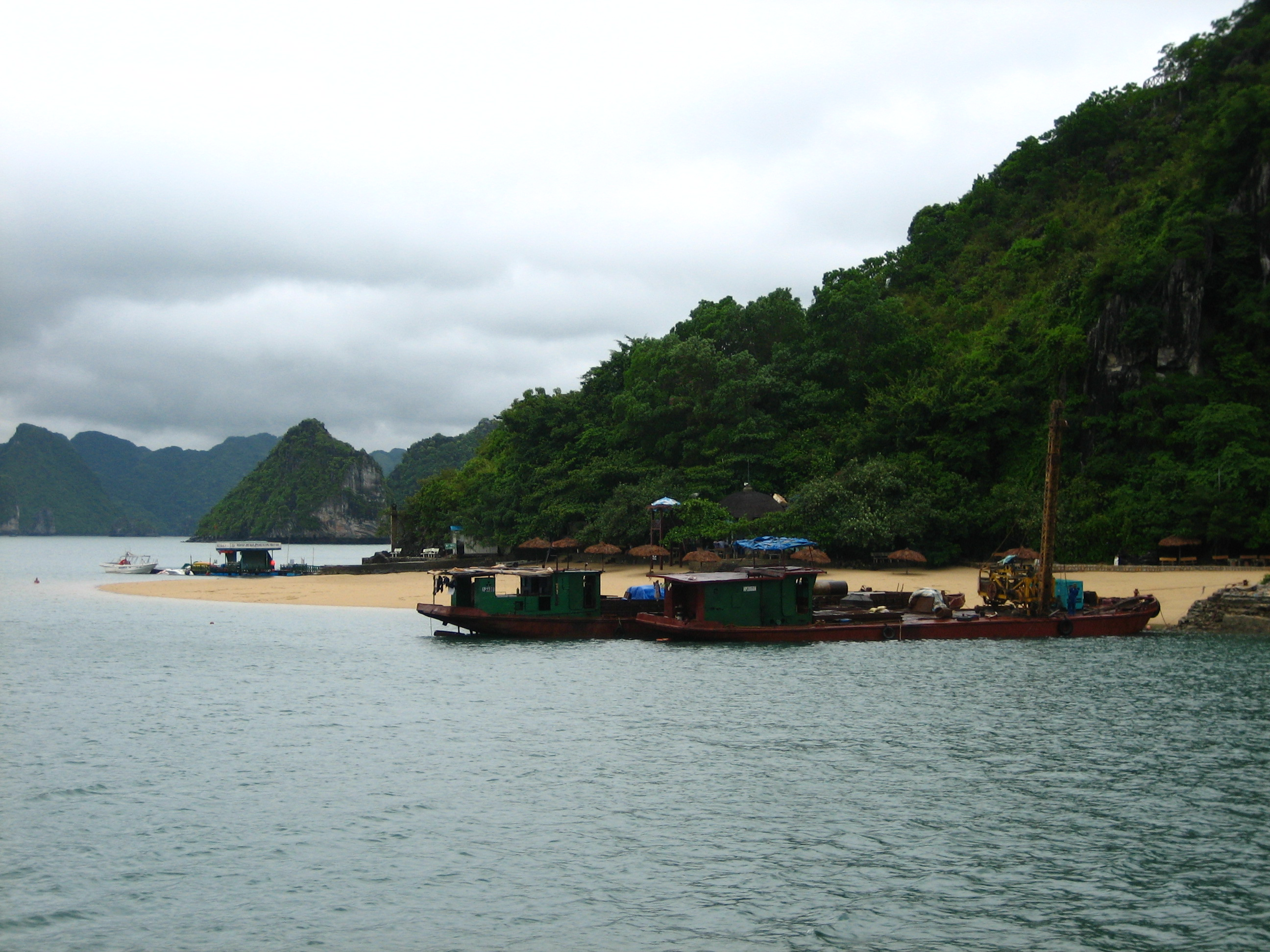
Plage et jetée sur l'île Ti Tốp
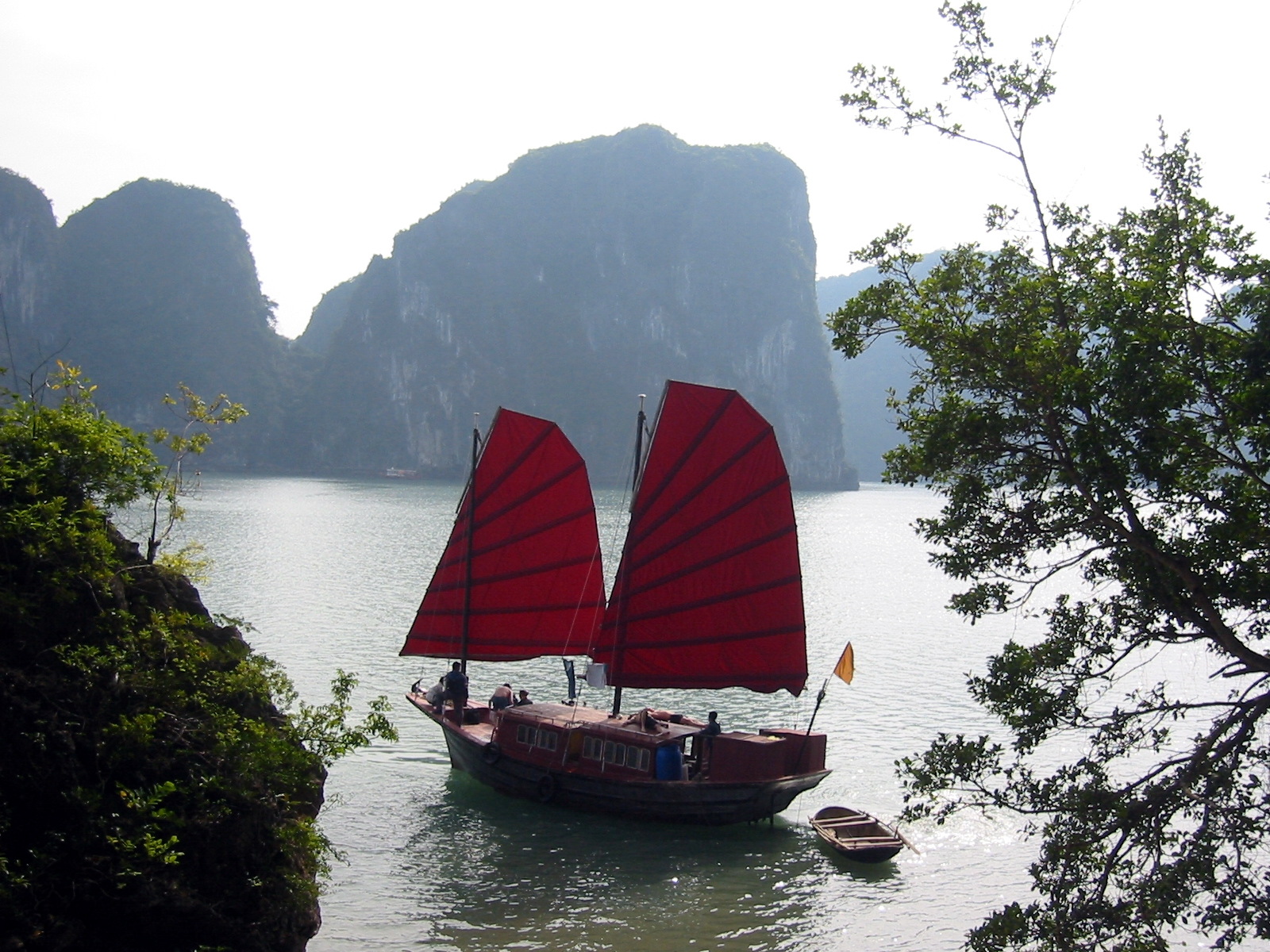
Voiliers
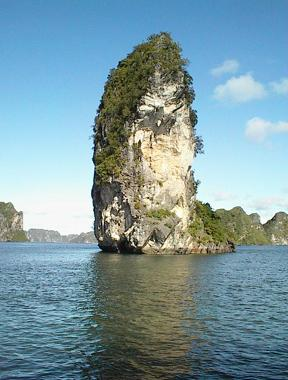
Cánh Buồm
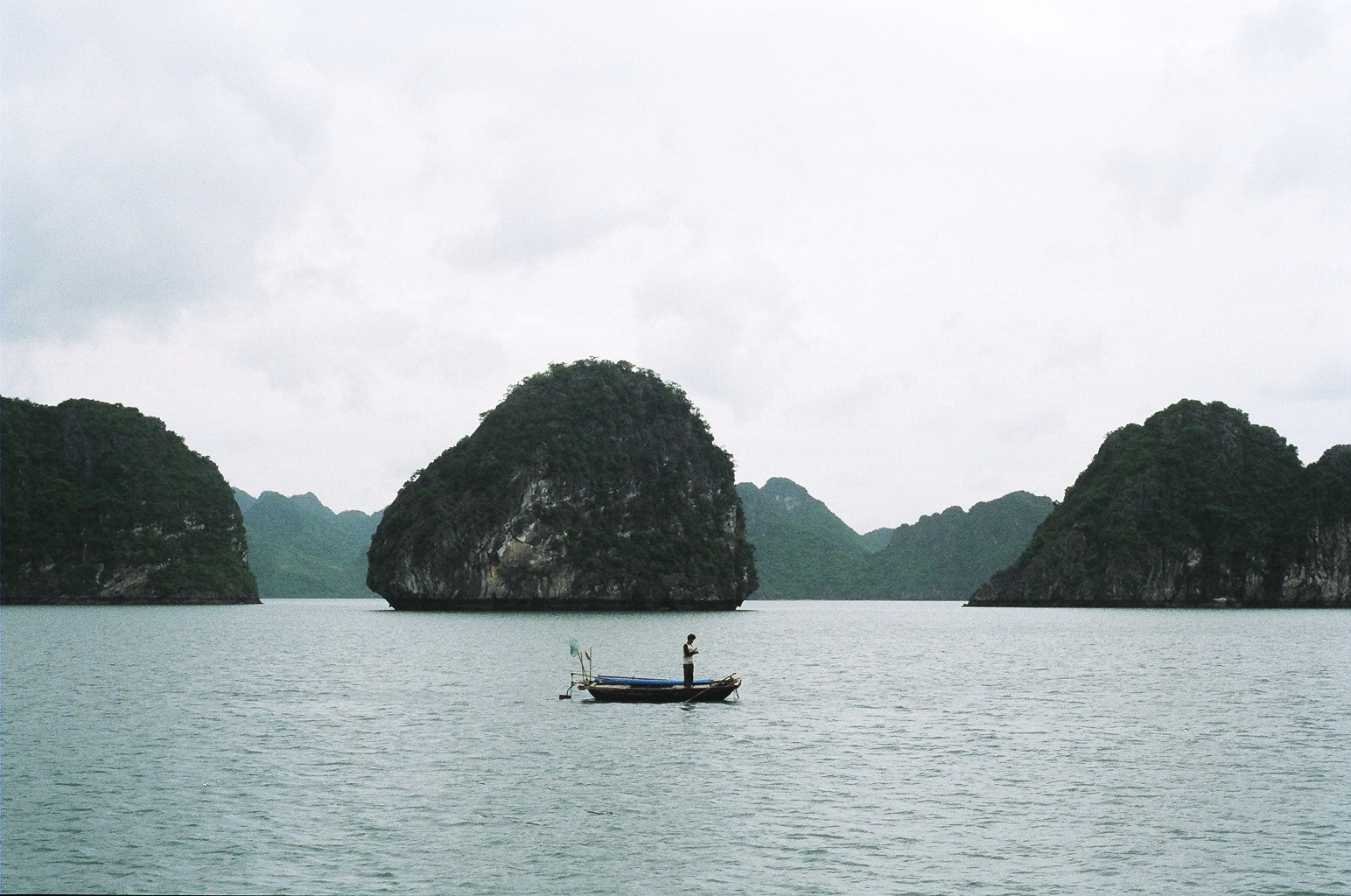
Phong Linh
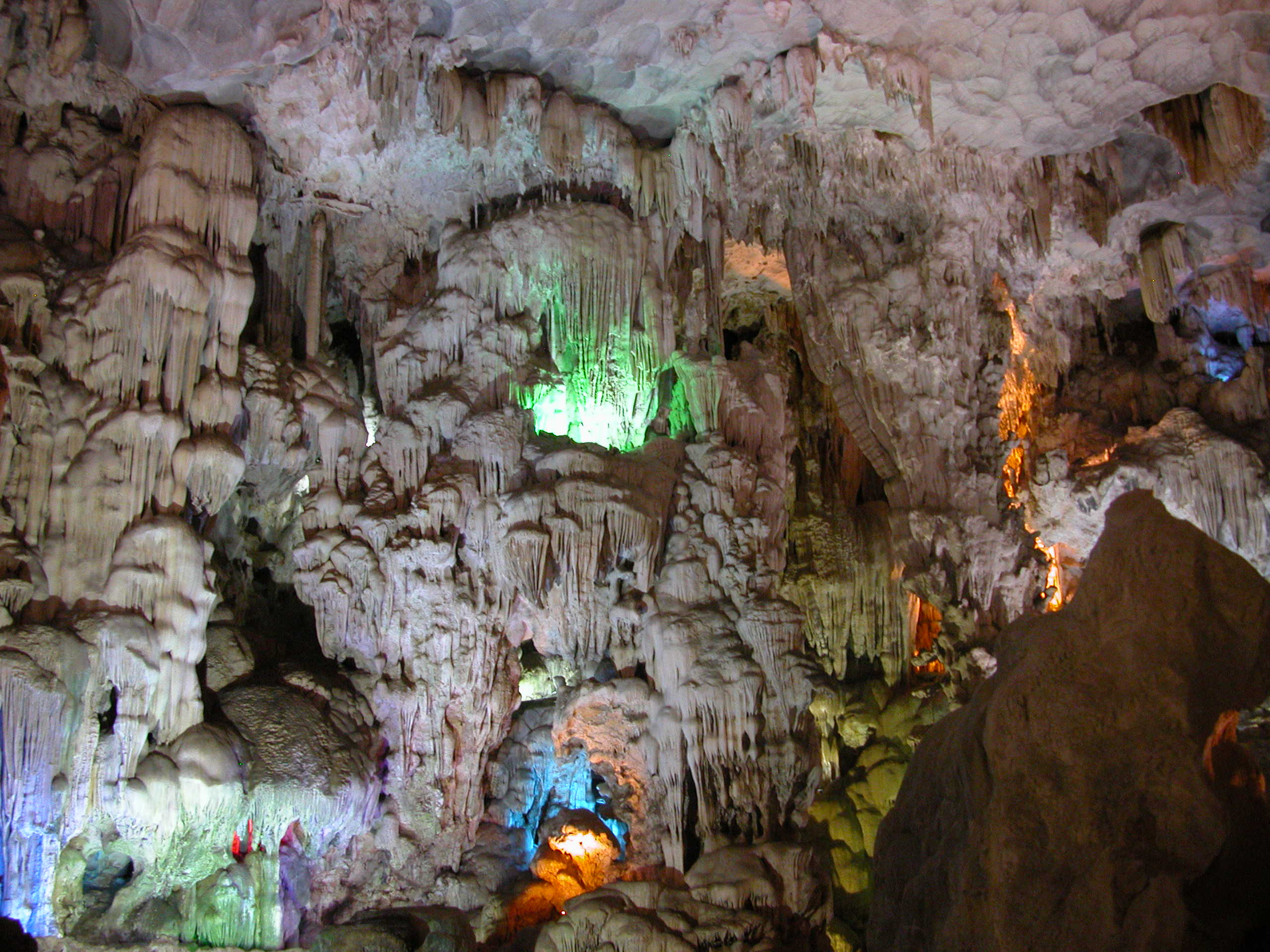
grotte de Thiên Cung
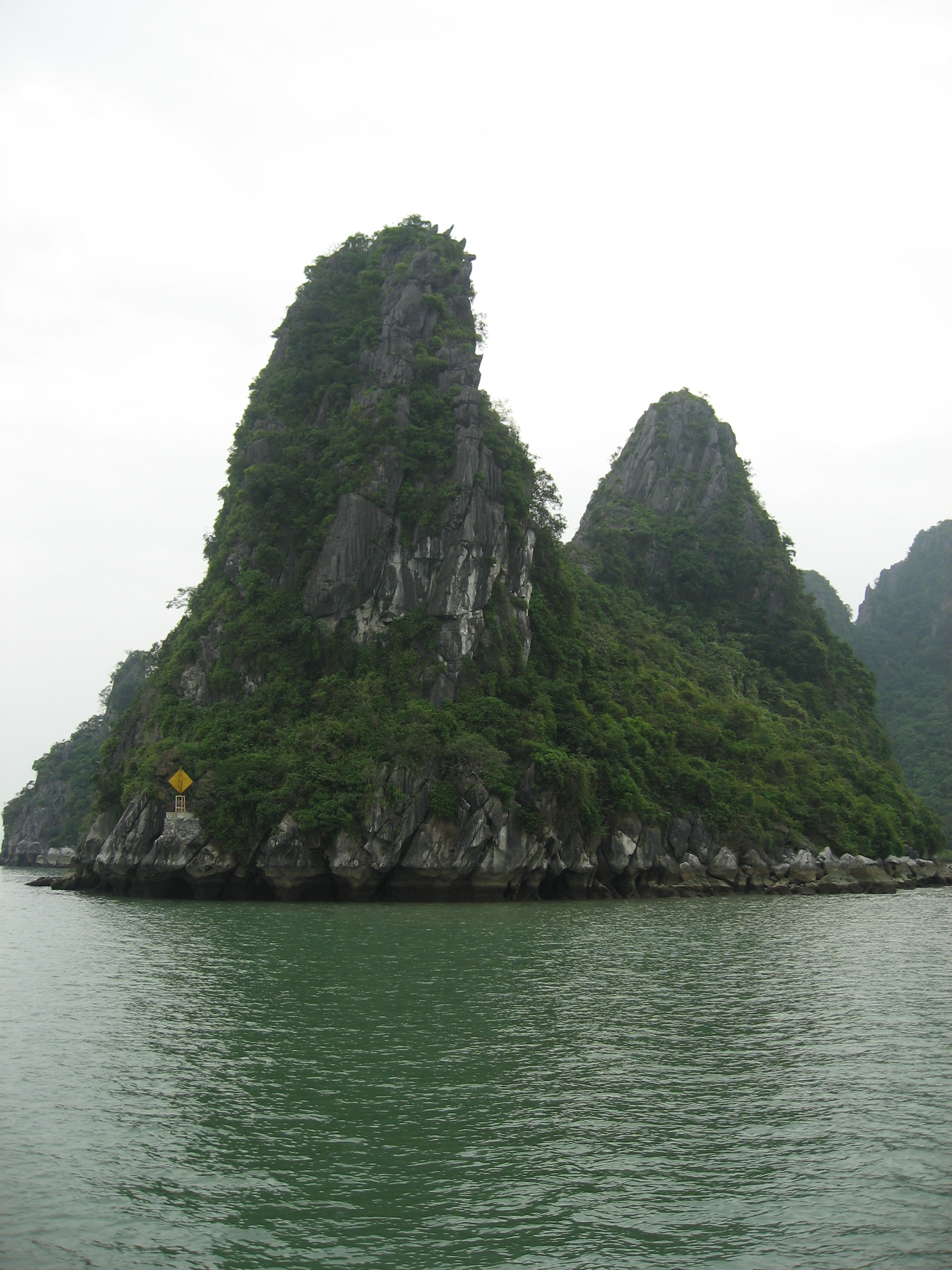
Îles rocheuses

## Source
1. ↑  Area, population and population density in 2012 by province, General Statistics Office Of Vietnam (lire en ligne)
2. ↑  (en) « Population and population density in 2008 by province », General Statistics Office of Vietnam (consulté le 5 septembre 2010)
3. 1 2 3  « Infrastructure », sur Traffic system:Road, Government of Vietnam (consulté le 27 août 2010)
4. ↑  « Administrative Unit, Land and Climate: Number of administrative units as of 31 December 2008 by province », General Statistics Office of the Government of Vietnam (consulté le 26 juin 2010)